# Emily Genauer
Emily Genauer, née le 19 juillet 1911 à Staten Island et morte le 23 août 2002, est une critique d'art américaine qui a travaillé pour le New York World, le New York Herald Tribune et Newsday. En 1974, elle remporte le prix Pulitzer de la critique.

## Biographie
Emily Genauer naît à Staten Island en 1911, d'un père sculpteur amateur. Après avoir étudié au Hunter College, passé une licence de journalisme à l'université Columbia, elle débute au New York World. Contrairement à la plupart des femmes journalistes de cette époque, elle ne se cantonne pas aux rubriques féminines et devient critique d'art dans les années 1930, comme journaliste indépendante. Elle se marie mais conserve son nom de jeune fille comme nom de plume.
Elle quitte le journal (devenu le New York World-Telegram après une fusion) en 1949, pendant la guerre froide. Le président de ce journal, Roy W. Howard, se plaint de ce qu'elle fait la promotion de communistes et d'artistes de gauche. Emily Genauer rejoint le New York Herald Tribune, où elle est critique d'art jusqu'en 1967. Elle va ensuite travailler pour Newsday.
Emily Genauer écrit également des livres et siège à la Fondation nationale pour les sciences humaines de 1966 à 1970. Elle entretient une correspondance avec des personnalités du milieu artistique et du monde des affaires et notamment :  David Aronson, l'épouse de Max Beckman, Isabel Bishop, Dorothy Carnegie (en), Marc Chagall, Salvador Dali, Stuart Davis, Martha Graham, Harry F. Guggenheim (en), Irene Rice Pereira, Clyfford Still, Rufino Tamayo, et Frank Lloyd Wright. Elle cesse son activité professionnelle dans les années 1980 et meurt en 2002 des suites d'une longue maladie,.

## Son œuvre

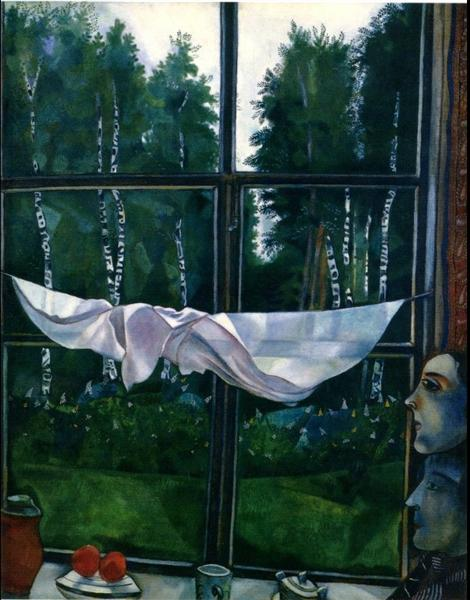
Fenêtre sur le pays (Marc Chagall, 1915).

Elle a joué un rôle déterminant dans la popularisation des artistes modernes auprès de ses lecteurs, en défendant Marc Chagall, Diego Rivera et Pablo Picasso.

### Livres
- Emily Genauer et Marc Chagall, Marc Chagall, Paris, Flammarion, coll. « Le grand Art en livre de poche », 1956 (présentation en ligne)
- (en-US) Emily Genauer (textes), Chagall at the "Met", Metropolitan Opera Association, Inc, 1971 (ISBN 978-0-8148-0046-1)

## Hommages
Le 8 mars 2019, à l'occasion de la journée internationale des femmes, le comité du prix Pulitzer rend public les 5 critiques écrites en 1973 qui lui ont valu le prix de la critique.

### Autres sources d'information
- Site de la Smithsonian Institution : ici